# Miếng mồi và đổ máu
Miếng mồi và đổ máu (từ nguyên Anh ngữ: Bait and bleed) là một chiến lược được mô tả bởi nhà lý luận quan hệ quốc tế John J. Mearsheimer trong cuốn sách của ông về chủ nghĩa hiện thực phê phán, "Bi kịch của chính trị quyền lực vĩ đại" (The Tragedy of Great Power Politics). Mục đích là tạo ra việc các nước đối thủ với nhau tham gia vào một cuộc chiến tranh tiêu hao kéo dài với nhau "để họ chảy máu lẫn nhau", trong khi đó lực lượng kích động chiến tranh vẫn duy trì sức mạnh quân sự của mình.
Mearsheimer trích dẫn một ví dụ của Nga nhằm khiêu khích Áo và Phổ vào cuộc chiến tranh với Pháp ngay sau Cách mạng Pháp, được chứng minh bằng tuyên bố của Catherine Đại đế cho thư ký của bà năm 1791: "Tôi đang động não để đẩy chính quyền Vienna và Berlin vào các vấn đề với Pháp...Có những lý do tôi không thể nói tới, tôi muốn khiến họ tham gia vào việc chém giết đó để tôi rảnh tay, tôi có nhiều công việc dở dang, và điều này cần thiết để giữ họ bận rộn và tránh khỏi con đường của tôi".

## Trường hợp lịch sử
Mearsheimer mô tả một chiến lược tương tự mà ông gọi là "Đổ máu" mà không liên quan đến kích động hoặc dụ dỗ bởi một bên thứ ba. Khi các đối thủ lao vào chiến đấu một cách độc lập, mục đích của nước thứ ba đứng ngoài là khuyến khích xung đột tiếp tục càng lâu càng tốt, để cho các quốc gia đối địch suy yếu hoặc "chảy máu" sức mạnh quân sự của nhau.
Một ví dụ về chiến lược này là sự rút lui của Liên Xô trong Chiến tranh thế giới thứ nhất trong khi cuộc chiến ở châu Âu giữa Đức và Phe Hiệp ước còn lại vẫn tiếp tục. Trong báo cáo của mình cho Đại hội lần thứ ba của Liên Xô năm 1918, Vladimir Lenin lập luận rằng bằng cách rút khỏi cuộc xung đột "chúng ta thoát khỏi chính mình...của cả hai nhóm đế quốc chiến đấu lẫn nhau. Chúng ta có thể tận dụng lợi thế của xung đột...và sử dụng thời kỳ đó khi bàn tay của chúng ta được tự do phát triển và tăng cường Cách mạng Xã hội chủ nghĩa."
Chiến lược này cũng được minh họa trong tuyên bố của Thượng nghị sĩ Harry Truman năm 1941 về cuộc xâm lược của Đức Quốc Xã vào Nga: "Nếu chúng ta thấy rằng Đức đang chiến thắng, chúng ta phải giúp Nga, và nếu Nga thắng, chúng ta phải giúp Đức, và theo cách đó họ giết càng nhiều càng tốt."

## Thuật ngữ tương tự
Quan niệm chiến lược này tương tự như cách của người phương Đông vẫn thường được nói ở Trung Quốc: "Tọa sơn quan hổ đấu"; hay thành ngữ của người Việt Nam: "Trai cò đánh nhau ngư ông đắc lợi".